# Thaddäus Robl
Thaddäus Robl (22 de octubre de 1877-18 de junio de 1910) fue un deportista alemán que compitió en ciclismo en la modalidad de pista.
Ganó tres medallas en el Campeonato Mundial de Ciclismo en Pista entre los años 1901 y 1903. Además, consiguió cinco victorias en el Campeonato Europeo en los años 1901, 1902, 1903, 1904 y 1907, y dos victorias en los campeonatos de Alemania en los años 1907 y 1908, todas en la prueba de medio fondo.

## Medallero internacional
| Campeonato Mundial | Campeonato Mundial     | Campeonato Mundial | Campeonato Mundial |
| Año                | Lugar                  | Medalla            | Competición        |
| ------------------ | ---------------------- | ------------------ | ------------------ |
| 1901               | Berlín (Alemania)      | Medalla de oro     | Medio fondo (P)    |
| 1902               | Berlín (Alemania)      | Medalla de oro     | Medio fondo (P)    |
| 1903               | Copenhague (Dinamarca) | Medalla de plata   | Medio fondo (P)    |